# 158 هـ
158 هـ هي سنة في التقويم الهجري امتدت مقابلةً في التقويم الميلادي بين سنتي 774 و775.

## مواليد
- يحيى بن معين

## وفيات
- أبو جعفر المنصور
- إسماعيل بن جعفر
- حيوة بن شريح
- زفر بن الهذيل